# Dario (filho de Xerxes I)
Dario (c. 500 a.C. — 465 a.C.) foi o filho mais velho de Xerxes I, mas não o sucedeu porque, após o assassinato de Xerxes, ele foi acusado de ter sido o assassino, e foi morto por seu irmão Artaxerxes I. Após a Batalha de Mícale em 479 a.C., Xerxes casou Dario com Artainte, filha de seu irmão Masistes.

## Nome
Dario (Dārīus) e Dareu (Dārēus) são as formas latinas do grego Dareu (Δαρεῖος, Dareîos), e por sua vez do persa antigo Daraiauxe (𐎭𐎠𐎼𐎹𐎢𐏁, Dārayauš), que é uma forma abreviada de Daraiavauxe (𐎭𐎠𐎼𐎹𐎺𐎢𐏁, Dārayavaʰuš). A forma longa reflete-se no elamita Dareamauixe (𒆪𒊑𒀀𒈠𒌋𒆜, Dareamauiš), no babilônio (𒁕𒀀𒊑𒅀𒀀𒈲, Dāreyāmuš⁠), nas formas aramaicas Derivevexe (𐡃𐡓𐡉𐡅𐡄𐡅𐡔, drywhwš) e talvez na forma grega mais longa Dereio (Δαρειαῖος, Dareiaîos). O nome na forma nominativa significa "aquele que mantém firme o(s) bem(nes)", o que se pode verificar pela primeira parte dāraya, que significa "titular", e o advérbio vau, que significa "bondade".

## Vida
De acordo com a opinião contemporânea, representada por Ctésias, Diodoro Sículo e Justino, que diferiam apenas ligeiramente em seus relatos, Xerxes foi assassinado por Artapano, o chefe de seus guarda-costas. Artapano foi então até Artaxerxes I e o convenceu de que Dario, seu irmão, havia assassinado o próprio pai. Artaxerxes decidiu matar Dario antes que ele pudesse tomar o trono. Dario foi levado ao palácio de Artaxerxes e, mesmo negando o crime, foi executado. O plano de Artapano de tomar o poder para si falhou, entretanto, quando a verdade finalmente veio à tona. Uma versão totalmente diferente desses eventos foi dada por Aristóteles, que relatou que Artapano primeiro matou Dario sem ordens reais, depois assassinou Xerxes I por medo da vingança do rei.